# Subgrupo alpino
Por Subgrupo alpino se entiende una subdivisión de la cordillera de los Alpes. Supone el escalón inferior al grupo alpino. No obstante, no siempre los grupos alpinos se subdividen, a su vez, en subgrupos y que a veces los subgrupos se subdividen a su vez, ulteriormente, en sectores de subgrupo.

## SOIUSA

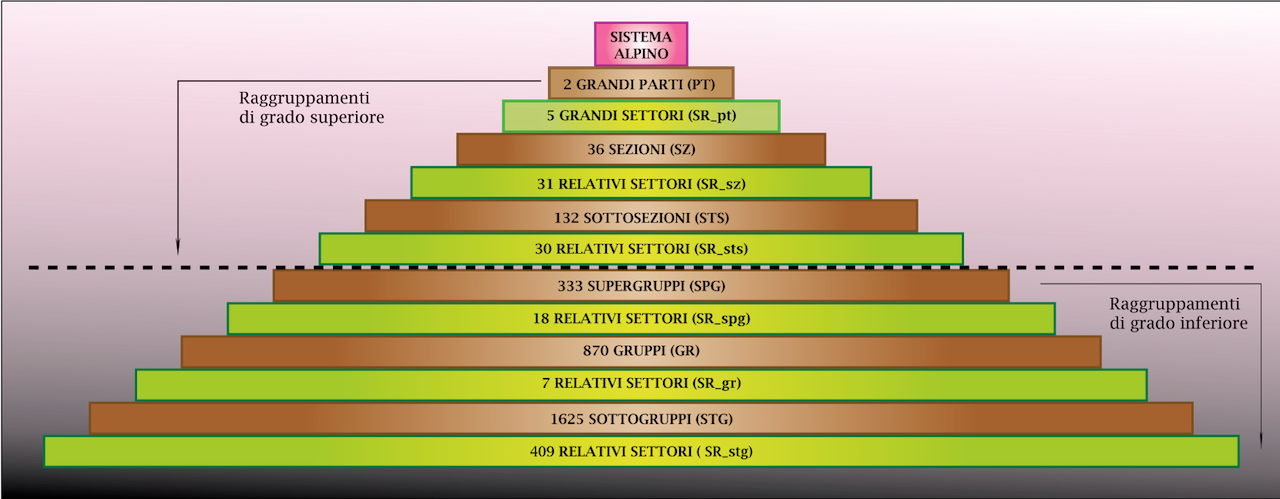
La Pirámide SOIUSA, o las diversas divisiones de los Alpes, de acuerdo con la SOIUSA.

El concepto de subgrupo alpino se ha definido, en particular, por la SOIUSA de 2005. Para proceder a una mejor clasificación y la división de los Alpes, la SOIUSA ha superado la histórica tripartición alpina en Alpes occidentales, Alpes centrales y Alpes orientales definida en el año 1926, y aprobó la bifurcación en Alpes occidentales y Alpes orientales.
También presentó el siguiente esquema de subdivisión:
- 5 áreas principales (SR)
- 36 secciones (SZ)
- 132 subsecciones (STS)
- 333 supergrupos (SPG)
- 870 grupos (GR)
- 1625 subgrupos (STG)

### Código de los subgrupos
El SOIUSA clasifica los grupos por un cifrado especial. Más concretamente los identifica en la subsección de pertenencia a través de una letra progresiva. 
Por ejemplo, según la clasificación SOIUSA, el Mont Blanc forma un subgrupo con el código I/B-7.V-B.2.b. Forma parte del gran sector de los Alpes del noroeste, sección de los Alpes Grayos, subsección Alpes del Mont Blanc, supergrupo Macizo del Mont Blanc y grupo del Mont Blanc. El subgrupo del Mont Blanc está individualizado con la letra b.